# Barco Colonna
Il Barco Colonna di Marino, anche chiamato Parco della Rimembranza, è un'area di verde pubblico situata nel comune di Marino, in provincia di Roma, nella zona dei Castelli Romani. Occupa l'area di un'antica riserva di caccia o Barco della famiglia Colonna.

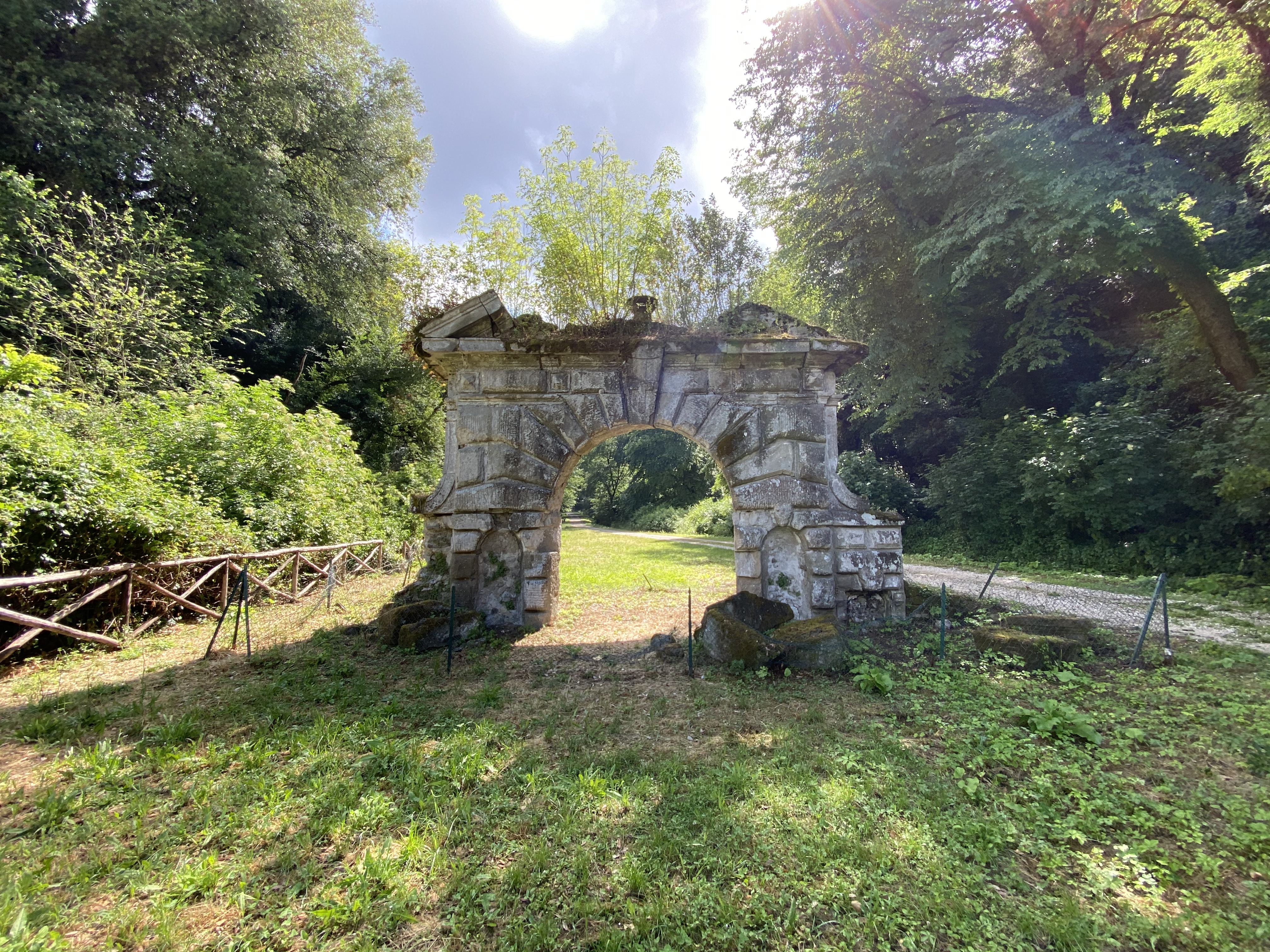
Arco d’accesso al Barco (giugno 2020).

Il Barco sorge in una vallata umida solcata dalla Marana delle Pietrare, proveniente da Rocca di Papa e dal Caput Aquae Ferentinum. La vallata è delimitata a nord dall'altura su cui sorge il centro storico di Marino, e a sud da Monte Ferebbio, parte della corona del Lago Albano. Naturalisticamente, la zona è una delle più rilevanti dei Colli Albani per via della permanenza dell'antica vegetazione di questi luoghi, e per la presenza del carpino bianco e del carpino rosso.
Il Barco della famiglia Colonna sorse alla fine del XVI secolo, dato che nel 1590 venne edificato il portale a bugne in peperino che sorge sul viale principale dell'area verde. La decorazione del parco era composta fondamentalmente da fontane monumentali, adorne di statue alte fino a due metri in peperino, di cui oggi ci restano solo poche testimonianze, come un nicchione e il Cellone, caratteristica statua acefala semi-nascosta fra le piante. Al termine del viale, dove si apre una radura, vi era un teatro delle acque, oggi rimpiazzato dalla cabina dell'acquedotto comunale.
Divenuto nel 1916 di proprietà del Comune di Marino, il Barco venne riadibito in età fascista a Parco della Rimembranza, e venne collocata su una parete di roccia una lapide commemorante le vittime marinesi cadute nella prima guerra mondiale.